# Austrosynapha neuquina
Austrosynapha neuquina är en tvåvingeart som beskrevs av Duret 1974. Austrosynapha neuquina ingår i släktet Austrosynapha och familjen svampmyggor. Inga underarter finns listade i Catalogue of Life.